# 瓦葺き

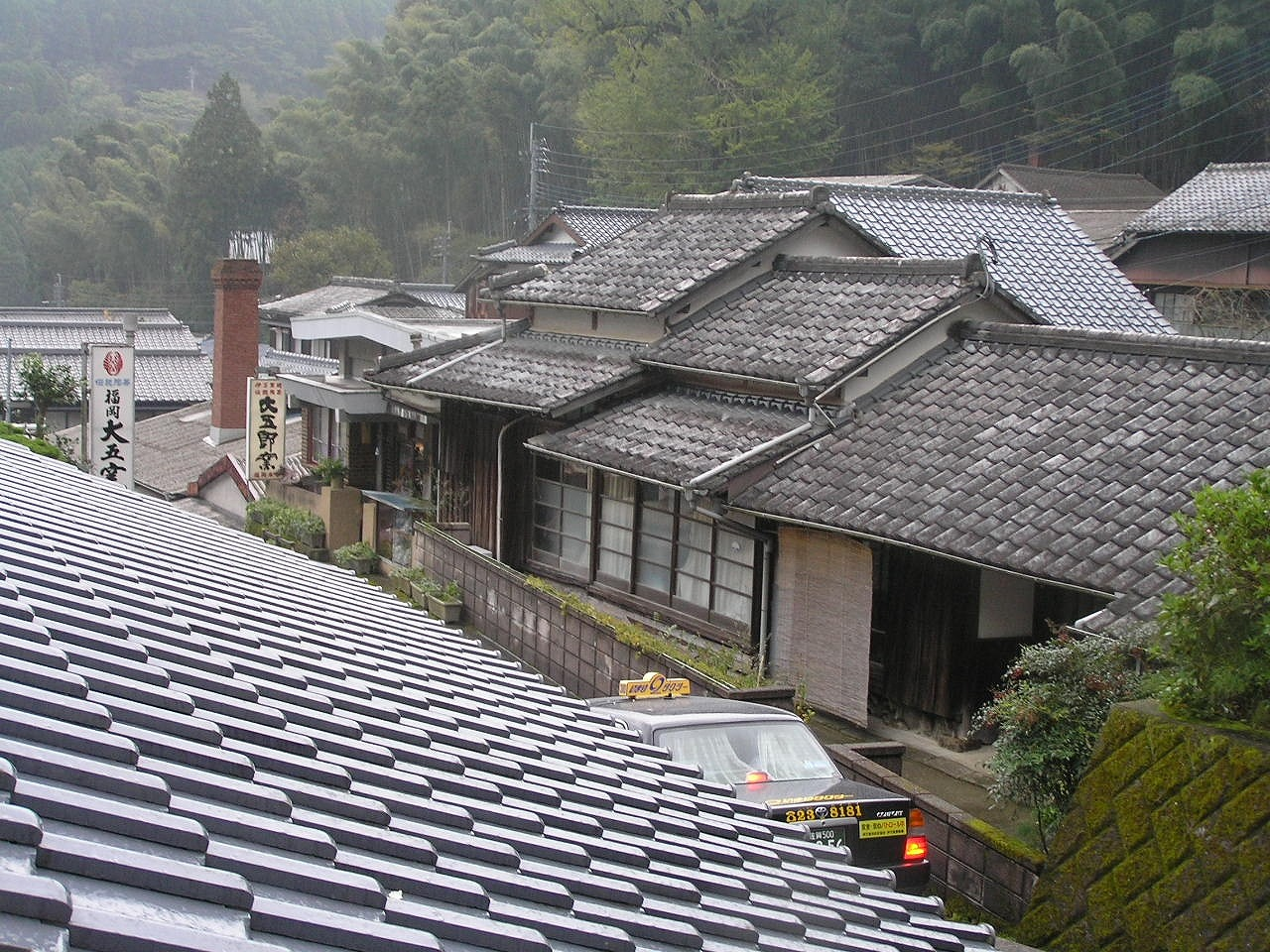
瓦葺きの町並み（佐賀県伊万里市 鍋島焼の里）

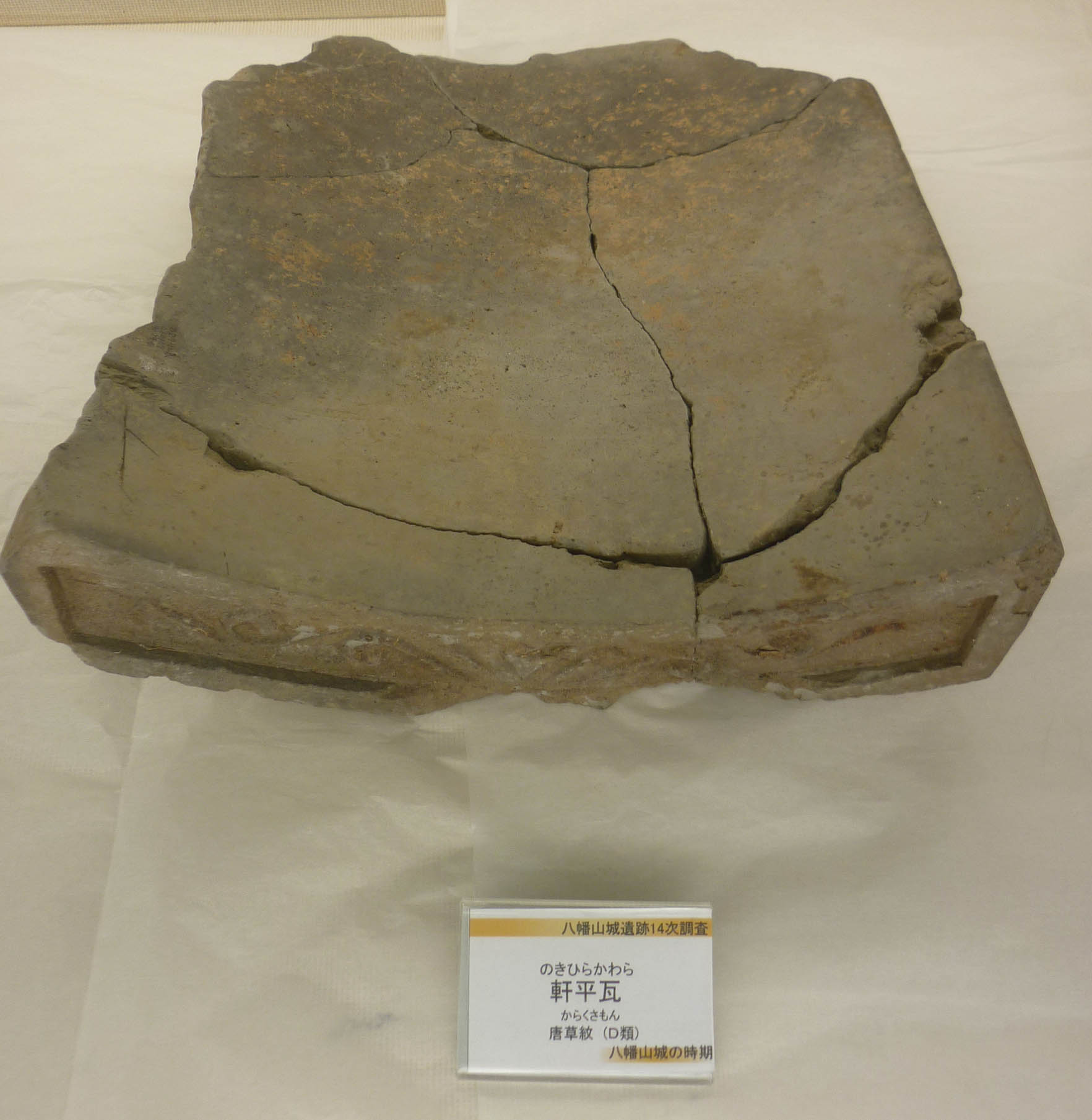
八幡山城の出土瓦

瓦葺き（かわらぶき）は、陶器製（粘土瓦）や石（石瓦）、セメント（セメント瓦）、金属製（銅瓦など）のものを用いた、全世界で行われている瓦を用いた屋根仕上げ。建材である瓦で屋根を葺いたもの。
2020年「伝統建築工匠の技：木造建造物を受け継ぐための伝統技術」がユネスコ無形文化遺産に登録され、この中に「屋根瓦葺（本瓦葺）」が含まれている。

## 日本の瓦葺きの歴史
飛鳥時代に中国・朝鮮半島より、寺院建築の技術とともに日本列島に伝来した。陶器製の本瓦（平・丸瓦を組み合わせるもの）を用いた本瓦葺が主流であった。
檜皮葺・茅葺屋根などに比べ耐水性・耐火性に優れるため、梅雨があり台風の多い日本に適していた。現存する最古の木造建築である法隆寺も瓦葺きである。一方でより古い建築様式を残している檜皮葺の伊勢神宮の場合は、20年に一度、建築物を作り直している。
とはいえ、建築物の耐久性については、屋根よりもむしろ、柱の立て方（礎石を用いるか、掘立柱か）による所が大きい（屋根は葺き替えできるが、柱の腐食は建物自体を立て替えるしかない）。また、瓦の重量を支えるための建物の構造も要求される。地震の多い日本では、その意味において導入が困難であった。実際に東大寺大仏殿のように、瓦の重量が建物の負担となり、近現代に改修された例もある。よって日本の建築技術の導入としては、礎石を用いる建築法が優先され、瓦葺きの普及は遅々としたものであった。天皇や貴族の邸宅も、後世まで檜皮葺が中心であった。
戦国時代後期より城に用いられはじめ、安土桃山時代以降に大名屋敷など武士の邸宅に徐々に普及しはじめる。また防火を重要視する土蔵に使われはじめた。民家に導入されたのは江戸時代中期以降であるが、江戸時代後期になると倹約令の対象とされた。

## 本瓦葺き
寺社や仏閣、城郭の屋根に使用するのが本瓦葺き工法である。丸瓦と平瓦を使いながら葺く。平瓦だけでは、長年で継ぎ目から雨が入るので、継ぎ目の上から丸瓦を被せる。一般的な家屋の瓦よりもかなり大きい。土葺き工法という練った土を基礎となる野地板の上におき、それを土台に瓦の角度や瓦同士の隙間を調整しつつ葺く技法で葺く。

## 住宅等の瓦葺き
一般の住宅などでは、引掛桟瓦が標準的な瓦葺である。耐久・耐火・耐熱性を持ち、瓦一つ一つが容易に取り外しが可能なため、1枚が割れても取替えが可能で修理がしやすいが、強風や揺れなどに弱い。植物性の屋根材より重いため、屋根が重くなりやすい。
現在では防災性に優れたガイドライン工法の採用が増加している。

### 引掛桟瓦
引掛桟瓦は、明治初期に考案されたもので、元となった桟瓦の裏に桟木に引掛けるための突起がつき、瓦がずれるのを防ぐ役割をもつ。元々の桟瓦は坊主桟などとも呼ばれている。野地板の上に、アスファルトルーフィングなどの防水材を張り、広小舞の上に瓦座、そこからほぼ等間隔に細い小材（瓦桟）を瓦のサイズに合わせて平行に打ち付け、その上に瓦を葺いていく。軒や螻羽（けらば）の瓦にはそれぞれ2枚通り以上1枚ごとに銅線か銅釘で野地板に固定する必要がある。棟には棟木に打ち付けた銅線を引っ張り出しておき、下から、のし瓦、ガンブリ瓦を順に乗せていき、予め出しておいた銅線で固定する。のしと平瓦が接する部分は、防水のため、面戸瓦や漆喰などで塞ぐ必要がある。

## その他

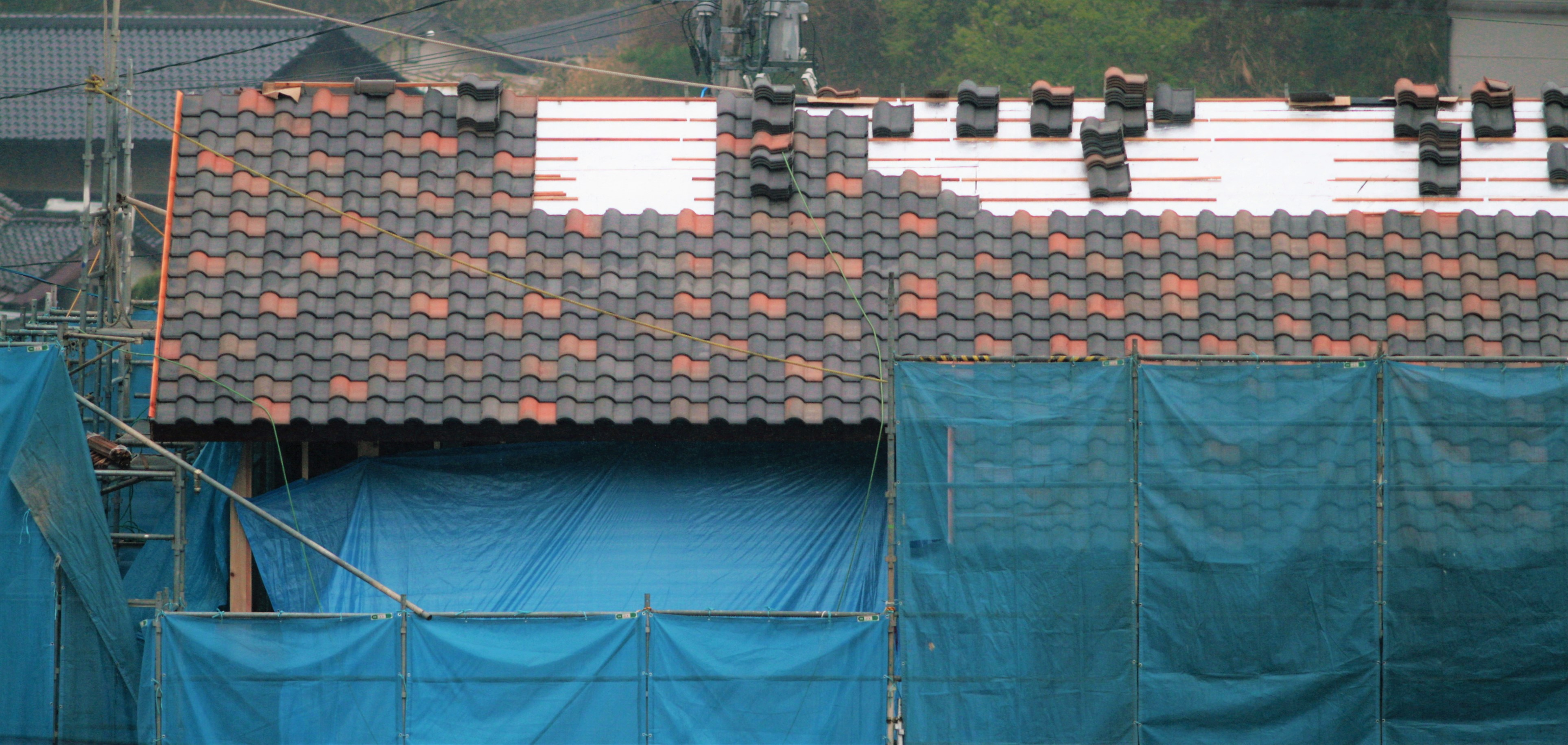
窯変瓦の混ぜ葺き施工風景。一枚一枚、色彩が異なるので、配色を考えて施工する必要がある

- 「瓦葺き」という言葉は、仏教関連の言葉をタブーとする「伊勢斎宮」により仏寺を表す忌み詞として使われた。(神社は主に檜皮葺なのに対し寺は瓦葺きであったことから)
- 同一形状で、色調の異なる瓦を故意に混ぜて葺くことを、混ぜ葺きと呼ぶ。釉薬瓦や窯変瓦で施工されることが多いが、配色に注意が必要であるために手間暇がかかる。